# أبولوسا
أبولوسا، (بالإنجليزية: Apollosa)‏، (كامبانيا:Apullosë)، هي (بلدية) في مقاطعة بينيفينتو في منطقة كامبانيا الإيطالية، وتقع على بعد حوالي 50 كم شمال شرق نابولي، وحوالي 8 كم جنوب غرب بينيفينتو.

## السكان
تطور النمو السكاني لـ أبولوسا